# Melissa Morrison
Pour les articles homonymes, voir Morrison.
Melissa Morrison-Howard, née le 9 juillet 1971 à Mooresville en Caroline du Nord, est une ancienne athlète américaine, spécialiste du 100 m haies connue pour avoir remporté deux médailles olympiques. 
Elle a remporté le bronze sur 60 m haies aux championnats du monde en salle de 2003 à Birmingham.
Aux Jeux olympiques d'été de 2000 à Sydney, elle a remporté le bronze sur 100 m haies derrière la Kazakh Olga Schischigina et l'Espagnole Glory Alozie.
Quatre ans plus tard à Athènes, elle remportait à nouveau le bronze derrière sa compatriote Joanna Hayes et l'Ukrainienne Olena Krasovska.

## Palmarès

### Jeux olympiques d'été
- Jeux olympiques d'été de 2000 à Sydney ( Australie)
  -  Médaille de bronze sur 100 m haies
- Jeux olympiques d'été de 2004 à Athènes ( Grèce)
  -  Médaille de bronze sur 100 m haies

### Championnats du monde d'athlétisme
- Championnats du monde d'athlétisme de 1997 à Athènes ( Grèce)
  - éliminée en séries du 100 m haies

### Championnats du monde d'athlétisme en salle
- Championnats du monde d'athlétisme en salle de 1997 à Paris ( France)
  - 5e sur 100 m haies
- Championnats du monde d'athlétisme en salle de 1999 à Maebashi ( Japon)
  - 6e sur 100 m haies
- Championnats du monde d'athlétisme en salle de 2003 à Birmingham ( Royaume-Uni)
  -  Médaille de bronze sur 100 m haies